# San Possidonio
San Possidonio est une commune italienne de la province de Modène dans la région Émilie-Romagne en Italie. Elle est jumelée avec la ville de Vinay (Isère) depuis 2013. 

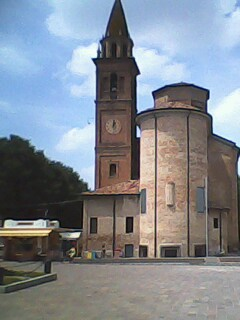
Le clocher de San Possidonio

## Administration
| Période                                  | Période  | Identité     | Étiquette     | Qualité |
| ---------------------------------------- | -------- | ------------ | ------------- | ------- |
| 08/06/2009                               | En cours | Rudi Accorsi | Centre gauche |         |
| Les données manquantes sont à compléter. |          |              |               |         |

### Communes limitrophes
Cavezzo, Concordia sulla Secchia, Mirandola, Novi di Modena